# Кос (герб)
Кос (пол. Kos, Koś, Koss) — польский дворянский герб. Начало герба — из Пруссии. К гербу Кос принадлежат около 20 знатных семей в Пруссии, Литве и Мазовии. Среди них — польский шляхетский род Коссак.

## Описание
В серебряном поле три червленые перевязи вправо.

## Герб используют
Amsel, Bakszczewicz, Balaszewicz, Bałaszewicz, Bokszczanin, Borski, Brunów, Burski, Kasak, Kobyliński, Kos, Kosak, Kossacki, Kossak, Maas, Mas, Osławski, Plastwig, Pluszwic, Poleski, Rabcewicz, Rossen, Rzęczkowski, Siemirowski, Stoliński, Wapels, Waplewski, Wąpliwski, Zakrzewski, Zubkowski-Rapcewicz, а также Kalkstein (Калькштейн)